# Рибе (Лодзинське воєводство)
Рибе (пол. Rybie) — село в Польщі, у гміні Кшижанув Кутновського повіту Лодзинського воєводства.
Населення — 78 осіб (2011).
У 1975-1998 роках село належало до Плоцького воєводства.

## Демографія
Демографічна структура станом на 31 березня 2011 року:
|          | Загалом | Допрацездатний вік | Працездатний вік | Постпрацездатний вік |
| -------- | ------- | ------------------ | ---------------- | -------------------- |
| Чоловіки | 41      | 9                  | 29               | 3                    |
| Жінки    | 37      | 9                  | 19               | 9                    |
| Разом    | 78      | 18                 | 48               | 12                   |